# Libro del conocimiento
El Libro del conocimiento o Libro del conosçimiento (cuyo título original completo es Libro del conosçimiento de todos los rregnos et tierras e señoríos que son por el mundo et de las señales et armas que han) es un manual geográfico y armorial anónimo castellano de finales del siglo XIV (post 1385) que, bajo la apariencia de un viaje autobiográfico, contiene un itinerario con información sobre el mundo conocido entonces, sus gobernantes y sus escudos de armas.

## El manuscrito
El texto se ha conservado en un manuscrito que perteneció a Jerónimo Zurita (cuya firma aparece en el frontispicio) y que se consideró perdido desde el año 1680 en el que consta su existencia en Zaragoza en posesión del conde San Clemente, para reaparecer en una subasta de una importante galería de Londres en 1978. El códice, conocido como «manuscrito» Z, del tercer cuarto del siglo XV con bellas miniaturas atribuibles a un iluminador aragonés por los estudios iconográficos y estilísticos (que trabajó a partir de uno anterior castellano de la segunda mitad del siglo XIV por los escudos de armas que figuran en la portada), se conserva ahora en la Bayerische Staatsbibliothek de Múnich con la signatura «Cod.hisp. 150».

## La fecha y el autor
La mayoría de los datos históricos remiten a la primera mitad del siglo XIV, lo que hizo que su primer editor, Marcos Jiménez de la Espada (véase infra, «ediciones») propusiera una fecha de hacia 1350 o algo posterior para la datación de la obra. Este dato ha sido transmitido por el resto de la crítica hasta 1999, en que un estudio en profundidad con motivo de la edición facsímil de José María Lacarra y de Miguel, María del Carmen Lacarra Ducay y Montaner, retrasó su fecha de composición hasta más allá de 1385 debido a que se mencionan sucesos, como la conquista de la isla de Lanzarote, datados en ese preciso año.
Aunque por mucho tiempo se ha pensado que fue escrito por un franciscano, tal atribución está hoy desechada y es atribuible a un rumor debido a la fama de que gozaron los misioneros de esta orden en el siglo XIII, puesto que en el texto no existe dato alguno de tal condición del autor. Solo al comienzo del libro el autor afirma que nació en Castilla en 1305, pero no ofrece más datos de su vida. De aceptar este testimonio el libro fue finalizado con una muy avanzada edad de 80 años, lo que era improbable en esa época. Es en estos años finales del siglo XIV, además, cuando se difunden el Libro de las maravillas del mundo de Juan de Mandeville, el Libro de las maravillas de Marco Polo y La Flor des Estoires d'Orient, de Haitón de Córico.

## Características y género
El que en su título se dé tanta importancia a la información que se transmite y, en cambio, no se mencione para nada la palabra "viaje" o un sinónimo, sumado a que el recorrido que se sigue es caprichoso y muy extenso, ha hecho que la crítica dude de que se trate de un verdadero itinerarium y que considere que nos encontramos ante un texto de carácter enciclopédico redactado, posiblemente, con la ayuda de un mapa. Alberto Montaner Frutos, a este respecto, afirma:

En efecto, la conjunción de un relato de viajes con un repertorio emblemático, todo ello adobado con la reseña de mirabilia, solo ha podido surgir de la contemplación de un mapamundi portulano de lujo. Por supuesto, eso no significa que el anónimo autor se haya limitado a hacer una narración sobre un mapa, pues emplea noticias de diversa procedencia y se vale además de modelos literarios; pero su plan depende claramente de una imaginación aplicada a la cartografía coetánea.
Montaner Frutos, loc. cit., 1999, pág. 46.

Pese a ello (o quizás por ello), el desconocido autor recurre a modos narrativos y recursos estilísticos propios de los libros de viajes verdaderos para hacer verosímil su obra. Algunos son:
1. Uso de la primera persona.
2. Referencias históricas, que prestan veracidad al resto de las noticias.
3. Mención de autoridades (escritores antiguos de prestigio).
4. Se intenta aproximar las experiencias del viaje a las propias del público castellano.

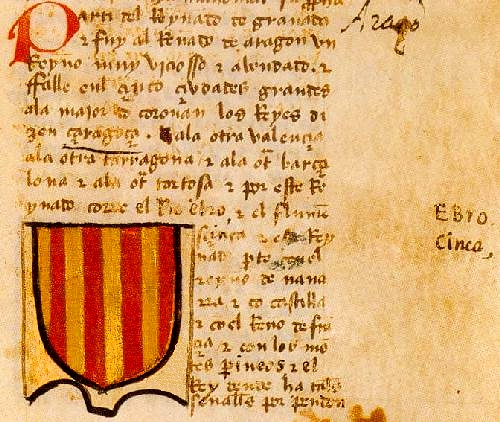
Página del Libro del conocimiento en que se describe el Reino de Aragón y sus armas.

El recorrido zigzagueante de la obra no responde a un viaje real, pues hay verdaderos saltos geográficos ilógicos en el transcurrir de un viajero auténtico. En algunas partes de los viajes por África y otras tierras remotas, el libro contiene errores geográficos graves y casi todo el trayecto por Asia proviene, al parecer, de los conocidos relatos de las hazañas de Alejandro Magno. Las noticias sobre los reinos y territorios que visita son sumarias, sin detenerse en ningún tipo de detalle de observación de costumbres o descripción de lugares. Las escuetas noticias que aporta son geográficas, armoriales y dinásticas.
Su estilo puede observarse mejor con el ejemplo de cómo despacha el presunto viaje por el reino de Aragón:

Partí del reinado de Granada e fui al reino de Aragón, un reinado muy viciosso e abondado. E fallé en él cinco cibdades grandes: la mayor, do coronan los reyes, es Çaragoça; otra dizen Valenzia e Tarragona e Tortosa e Barcelona. E corre por este reino el río de Ebro e el flumen Sinca. Este reinado parte con Navarra e con Castilla e con Francia e con los montes Pireneos. E el rey dénde ha por señales nueve bastones amarillos e bermejos atales [aquí incluye el señal de Aragón]
Libro del conocimiento, h. 1385 pág. 15

El libro tuvo una amplísima difusión como manual geográfico y heráldico, como lo demuestra el que se nos haya conservado en cuatro manuscritos y el que sirviera de guía a los navegantes del siglo XV, aunque debido a la inexactitud de su descripción provocara que varios de ellos erraran su ruta.

## Ediciones
- Marcos Jiménez de la Espada, Madrid, Boletín de la Sociedad Geográfica de Madrid, tomo II, 1877. Reimpresión y nueva presentación preliminar de Francisco López Estrada, Barcelona, El Albir, 1980.
- María Jesús Lacarra, María del Carmen Lacarra Ducay y Alberto Montaner, Libro del conosçimiento de todos los rregnos et tierras e señoríos que son por el mundo et de las señales et armas que han, Zaragoza, Institución "Fernando el Católico" (CSIC)-Excma. Diputación Provincial, 1999, p. 46. Ed. facs. del manuscrito Z, Múnich, Bayerische Staatbibliothek, cod. hisp. 150.
- Nancy F. Marino, El libro del conoscimiento de todos los reinos = The Book of Knowledge of All Kingdoms, Tempe, Arizona Center for Medieval and Renaissance Studies, 1999 (en Archive.org)
- Libro del conosçimiento de todos los reynos e tierras e señoríos que son por el mundo e de las señales e armas que han cada tierra e señorío por sy e de los reyes e señores que los proueen escrito por un franciscano español á mediados del siglo XIV ; y publicado ahora por primera vez con notas de Marcos Jiménez de la Espada (edición digital de la «BIBLIOTECA DIGITAL HISPÁNICA»).
- Libro del conocimiento de todos los reinos (todas las versiones encontradas por «BIBLIOTECA DIGITAL HISPÁNICA»).